# Kasey Hill
Kasey Jamal Hill (* 3. Dezember 1993 in Umatilla, Florida) ist ein US-amerikanischer Basketballspieler.

## Karriere
Hill wurde bereits während seines Senior-Jahres auf der High School zum McDonald's All-American gewählt. Er spielte im Anschluss für die Florida Gators, die Mannschaft der University of Florida. Er war zweiter Point Guard hinter dem späteren EuroLeague-Spieler Scottie Wilbekin. In seinem Senior-Jahr wurde er ins second-team All und All-Defensive Team der Southeastern Conference berufen. Er war der erste Spieler seines Colleges, der mehr als 1.000 Punkte, 500 Assists und 175 Steals erzielte. Am Ende seiner Collegekarriere belegte er mit 530 Korbvorlagen den zweiten Platz der ewigen Rangliste seiner Universität.
Nachdem er im NBA-Draft 2017 unberücksichtigt geblieben war, wechselte er zum ungarischen Erstligisten Alba Fehérvár. Im Anschluss folgte ein Engagement beim zypriotischen Erstligisten APOEL Nikosia. Er wechselte daraufhin zum Bundesliga-Absteiger Eisbären Bremerhaven in die zweitklassige ProA. Mit 17,1 Punkten und 7,1 Assists pro Spiel war er Leistungsträger. Er verließ den Verein Richtung King Wilki Morskie Szczecin in die Polska Liga Koszykówki, sein Vertrag wurde jedoch bereits nach wenigen Spielen aufgelöst. Danach nahm ihn der thüringische ProA-Verein Science City Jena unter Vertrag.